# 渭南市市长列表

## 县级渭南市时期
1983年，原渭南县改称县级渭南市。

## 地级渭南市时期
1995年4月原渭南地区改为渭南市，原县级渭南市改为临渭区，归渭南市管辖。
- 马中平，陕西绥德人，1997年7月-2000年4月在任。
- 郭永平，陕西勉县人，2000年4月-2001年1月在任。
- 王东峰，陕西西安人，2001年1月-2003年1月在任。
- 曹莉莉，陕西榆林人，2003年1月-2008年2月在任。
- 徐新荣，陕西乾县人，2008年2月-2013年2月在任。
- 奚正平，安徽芜湖人，2013年2月-2015年2月在任。
- 李明远，陕西吴起人，2015年2月-2018年4月在任。
- 李毅，陕西岐山人，2018年4月-2020年5月在任。
- 王琳，山东临朐人，2020年5月-2021年6月在任。
- 陈晓勇，陕西洛川人，2021年6月起任渭南市市长。